# Mnajdra
Mnajdra é um templo megalítico localizado na costa sul de Malta. Localiza-se a cerca de 500 metros de Ħaġar Qim. Mnajdra foi construído em cerca de 6 mil anos atrás, e os templos megalíticos de Malta estão entre os centros culturais mais antigos do mundo, tendo sido descritos pelo comitê de Sítios do Patrimônio Mundial como "grandes peças de arquitetura únicas".